# Samsung Galaxy On5

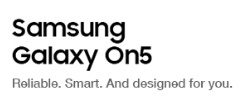
Logo del Samsung Galaxy On5

Samsung Galaxy On5 es un teléfono inteligente Android producido por Samsung Electronics. Se anunció en octubre de 2015 y se lanzó en noviembre de 2015. Tiene un Exynos 3475 Quad System on Chip (SoC) de 32 bits y 1,5 GB de RAM.
El Galaxy On5 tiene una cámara trasera de 8 megapíxeles con flash LED, apertura f/2.2, enfoque automático y tiene una cámara frontal gran angular de 5 megapíxeles y 85 grados (85°), que puede extenderse hasta 120 grados (120°).

## Especificaciones

### Hardware
El teléfono tiene un chipset Exynos 3475 Quad que incluye un procesador Quad-core Cortex-A7 de 1.3 GHz, GPU Mali-T720 y 1.5 GB de RAM, con 8 GB de almacenamiento interno y una batería de 2600 mAh. El Samsung Galaxy On5 tiene una pantalla táctil capacitiva TFT de 5 pulgadas, una pantalla de 16 millones de colores, una cámara trasera de 8 MP y una cámara frontal de 5 MP.

### Software
Este teléfono se lanzó oficialmente con Android 6.0.1 Marshmallow el 24 de marzo de 2017.